# Sublarinus
 Sublarínus — рід жуків роду Lixus родини Довгоносики (Curculionidae).

## Спосіб життя
Аналогічний способу життя видів з роду Larinus. Імаго живляться зеленими частинами рослин родини Айстрові (вернонії та, можливо, інших). Яйця відкладають у суцвіття. У суцвіттях відбувається розвиток личинок і лялечок.

## Географічне поширення
Ареал роду зосереджений у Афротропіці (див. нижче).

## Класифікація
Описано щонайменше 10 видів цього роду:
- Sublarinus bosumanus Talamelli, 2008
- Sublarinus carinatus Talamelli, 2008;
- Sublarinus curtirostris Talamelli, 2008;
- Sublarinus curvirostris Talamelli, 2008
- Sublarinus grestai Talamelli, 2008
- Sublarinus larinoides Petri, 1914
- Sublarinus minutus Talamelli, 2008
- Sublarinus rungwanus Talamelli, 2008
- Sublarinus snizeki Talamelli, 2008
- Sublarinus sulcatus Talamelli, 2008